# Dom czynszowy przy ul. Narutowicza 107 w Łodzi
Dom czynszowy przy ul. Narutowicza 107 w Łodzi – dom miejski w stylu modernizmu historycznego znajdujący przy ul. Narutowicza 107 w Łodzi.

## Historia
W dom domu tym mieszkał Wacławem Kowalewskim, który był kierownikiem Inspekcji Budowlanej w Wydziale Budownictwa Zarządu miasta Łodzi, a potem Oddziału Zabudowy oraz rzeczoznawcą budowlanym Banku Gospodarczego w Łodzi. Przez okres II wojny światowej rodzina Kowalewski mieszkała w piwnicy budynku, gdzie została przeniesiona. Do ich mieszkania natomiast zakwaterowano Niemców bałtyckich.
Innymi mieszkańcami domu byli również Franciszek Kędzierski, technik w Urzędzie Wojewódzkim, a później dyplomowany inżynier w Inspekcji Budowlanej, a także Antoni Władysław Idźkowski, nauczyciel, dyrektor Gimnazjum Handlowego Zgromadzenia Kupców w Łodzi, krajoznawca, działacz społeczny, od którego w latach 50. w budynku pokój wynajmował Roman Polański.
W latach 40. w budynku mieszkali różni pracownicy naukowi Uniwersytetu Łódzkiego, m.in.: Mieczysław Wallis, Kazimierz Secomski, Jan Chodorowski, Bogdan Wróblewski czy Franciszek Sadowski.
Budynek wpisany jest do gminnej ewidencji zabytków miasta Łodzi pod numerem 770.

## Architektura
Budynek jest wolno stojący, zlokalizowany po północnej stronie ul. Narutowicza (cofnięty w stosunku do linii pierzei), na prostokątnej, rozgrodzonej działce. Rzut założono na planie prostokąta, z licznymi ryzalitami podkreślającymi poprzeczny siedmioprzęsłowy, dwutraktowy układ konstrukcyjny. Kompozycja planu osiowo-klasyczna, w prześle środkowym klatki schodowe - frontowa i tylna, z których na każdej kondygnacji znajdują się wejścia do dwóch mieszkań (główne i służbowe).
Budynek składa się z 3 pięter, z częściowo użytkowym poddaszem (w strefie traktu dziedzińcowego) oraz piwnicy. Wjazd na posesję pozostawiono otwarty. Dach natomiast posiada cztery spady o niewielkim kącie nachylenia połaci, ukryty za murem attykowym. Mieszkania w obszarze pięter posiadają loggie od frontu i narożne balkony od tyłu. Mieszkania trzeciego piętra pomniejszono kosztem tarasów nad ryzalitami od strony frontowej. Łącznie mieszkań w budynku mieście się 8.
Elewacja frontowa północna złożona z siedmiu symetrycznych osi, z wydatnymi jednoosiowymi ryzalitami skrajnymi oraz trójosiowymi ryzalitami flankującymi strefę wejścia. W poziomie ostatniej kondygnacji umieszczono tarasy, stanowiące przedłużenie balkonów, pod którymi loggie łączące ryzality skrajne z ryzalitami flankującymi wejście. Wejście natomiast znajduje się w poziomie terenu w osi środkowej fasady. Nad dwuskrzydłowymi, częściowo zaszklonymi drzwiami frontowymi z nadświetlem usytuowano pion okien klatki schodowej. Dach ukryto za uskokowym murem attykowym, ze zgrupowanymi po dwa i trzy otworami wentylującymi poddasze i z gzymsem koronującym. 
Elewacja tylna południowa złożona z dziewięciu osi symetryczna, z dwoma trójosiowymi ryzalitami w osi drugiej i ósmej, nad którymi w poziomie gzymsu koronującego tarasy dostępne z użytkowej części poddasza. Ryzality połączono z analogicznymi ryzalitami w elewacjach bocznych poprzez balkony narożne. W osi środkowej elewacji wybudowane wejście tylne z pionem okien klatki schodowej służbowej. Elewacje boczne natomiast czteroosiowe, z pojedynczymi trójosiowymi ryzalitami strefy środkowej i wyjściami na narożne balkony.